# Камбола (Пенсільванія)
Камбола (англ. Cumbola) — переписна місцевість (CDP) в США, в окрузі Скайлкілл штату Пенсільванія. Населення — 371 особа (2020).

## Географія
Камбола розташована за координатами 40°42′50″ пн. ш. 76°8′35″ зх. д. / 40.71389° пн. ш. 76.14306° зх. д. (40.713761, -76.143157).  За даними Бюро перепису населення США в 2010 році переписна місцевість мала площу 1,02 км², уся площа — суходіл.

## Демографія
Згідно з переписом 2010 року, у переписній місцевості мешкали 443 особи в 182 домогосподарствах у складі 117 родин. Густота населення становила 434 особи/км².  Було 202 помешкання (198/км²).
Расовий склад населення:
| - 96,6 % — білих - 0,5 % — азіатів - 0,2 % — чорних або афроамериканців |

До двох чи більше рас належало 2,0 %. Частка іспаномовних становила 3,2 % від усіх жителів.
За віковим діапазоном населення розподілялося таким чином: 24,4 % — особи молодші 18 років, 58,0 % — особи у віці 18—64 років, 17,6 % — особи у віці 65 років та старші. Медіана віку мешканця становила 39,4 року. На 100 осіб жіночої статі у переписній місцевості припадало 92,6 чоловіків;  на 100 жінок у віці від 18 років та старших — 91,4 чоловіків також старших 18 років.
Середній дохід на одне домашнє господарство  становив 55 203 долари США (медіана — 42 153), а середній дохід на одну сім'ю — 58 023 долари (медіана — 43 333). Медіана доходів становила 36 985 доларів для чоловіків та 31 667 доларів для жінок. За межею бідності перебувало 11,5 % осіб, у тому числі 24,0 % дітей у віці до 18 років та 6,3 % осіб у віці 65 років та старших.
Цивільне працевлаштоване населення становило 179 осіб. Основні галузі зайнятості: освіта, охорона здоров'я та соціальна допомога — 17,9 %, роздрібна торгівля — 16,8 %, виробництво — 16,8 %.